# Банкурова, Роза Шапаевна
Банку́рова Ро́за Шапа́евна (27 ноября 1962 года, Грозный, Чечено-Ингушская АССР, РСФСР, СССР) — российская и советская чеченская актриса, член Союза театральных деятелей Российской Федерации, Заслуженная артистка Чеченской Республики (2004), Заслуженная артистка Республики Ингушетия (2004).

## Биография
Родилась 27 ноября 1962 года. В 1988 году окончила ГИТИС. Её педагогом был Народный артист СССР Владимир Андреев. В 1987 году в числе лучших студентов института ездила на стажировку в Германию (Лейпциг, Веймар, Дрезден, Берлин).
После окончания института работала в Чечено-Ингушском драматическом театре имени Х. Нурадилова, где сыграла много главных ролей.
После начала военных действий в Чечне переехала в Москву. Работает ведущей концертов. Участница и ведущая концертов и творческих вечеров в Москве, Грозном, Санкт-Петербурге, странах ближнего и дальнего зарубежья. В 2002-2006 годах была педагогом актёрского мастерства на кафедре режиссуры и мастерства актёра в Московском государственном университете культуры и искусств.
В 2004 году была удостоена званий Заслуженной артистки Чечни и Заслуженной артистки Ингушетии.

## Фильмография
- 2006 — «Дело чести» (Ленфильм, режиссёр А. Черных, продюсер Владимир Бортко);
- 2007 — «Тайная стража — Смертельные игры» (Мосфильм, режиссёр Александр Строев).